# PB Djarum
Perkumpulan Bulu Tangkis Djarum (kurz PB Djarum) ist ein indonesischer Badmintonverein, der ursprünglich aus Kudus stammt. Er wurde 1974 gegründet. Dem Verein entstammen zahlreiche Weltklassespieler.

## Geschichte
Bereits 1969 begannen Angestellte der Firma Djarum, im Ort Badminton zu spielen. 1974 folgte die Gründung des Vereins mit
Setyo Margono an der Sitze, 1976 folgte die Zweigstelle in Semarang. 1976 stand Liem Swie King erstmals im Finale der All England. 1977, 1978 und 1979 siegte er dort. Im letztgenannten Jahr gewannen die Vereinsmitglieder Hariamanto Kartono und Rudy Heryanto dort auch das Herrendoppel. 1984 gewann Indonesien den Thomas Cup in Kuala Lumpur. wobei mit Liem Swie King, Hastomo Arbi, Hadiyanto, Hariamanto Kartono, Rudy Heryanto, Christian Hadinata und Hadibowo sieben der acht Spieler vom PB Djarum kamen. Lediglich Icuk Sugiarto entstammte nicht dem PB. 1985 wurde der Ableger in Jakarta gegründet, 1986 der in Surabaya. 1991 siegte Ardy Wiranata bei den All England. Ein Jahr später wurde Alan Budikusuma Olympiasieger, 1996 gewannen S. Antonius Budi Ariantho und Denny Kantono dort Bronze. 1997 wurden Sigit Budiarto und Candra Wijaya Weltmeister. Bei Olympia 2000 folgte mit Silber für Tri Kusharyanto und Minarti Timur eine weitere Medaille. Vier Jahre später folgte Bronze für Eng Hian und Flandy Limpele, 2008 Bronze für Maria Kristin Yulianti.